# Robo de arte

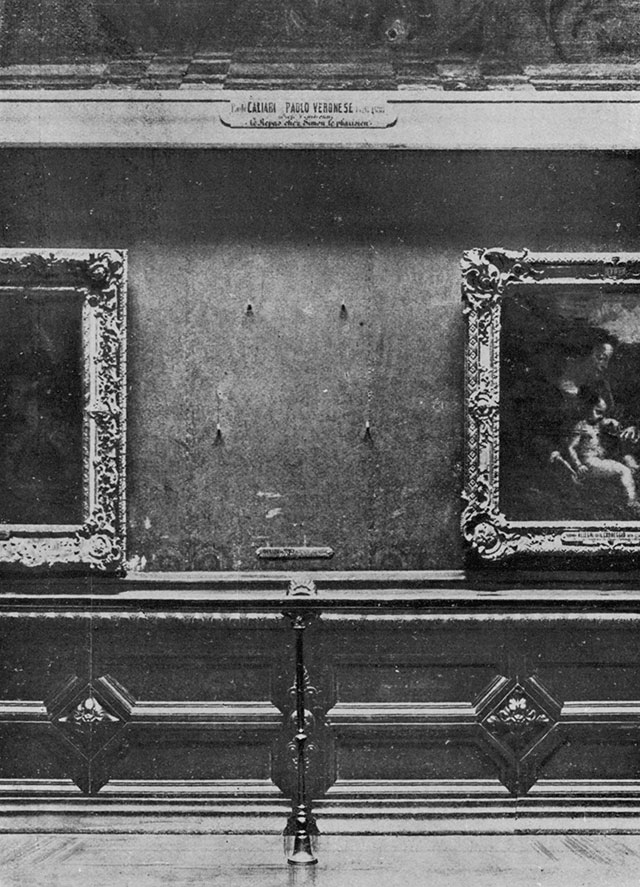
Hueco dejado por La Gioconda en el Museo del Louvre tras ser robada en 1911 por Vincenzo Peruggia

El robo de obras de arte ha sido constante en toda la historia. Es un fenómeno inherente a la creación artística desde que las obras de arte empezaron a ser compradas y vendidas como objetos de valor. Han sido objeto de robo tanto pinturas, esculturas y grabados como obras de arte decorativo y antigüedades.
El arte es entendido generalmente como cualquier actividad o producto realizado con una finalidad estética y comunicativa, mediante la cual se expresan ideas, emociones y, en general, una visión del mundo, a través de diversos recursos, como los plásticos, lingüísticos, sonoros, corporales y mixtos. Desde siempre, el ser humano ha sentido fascinación por el arte, hecho que le ha llevado a la adquisición de obras de arte, para su disfrute personal o, desde el crecimiento del mercado artístico en el Renacimiento, como inversión económica. La valoración de la obra de arte como mercancía susceptible de ser adquirida por una contraprestación económica comienza con la toma de conciencia de la singularidad del arte, de su valor como obra única e irrepetible, unido a aspectos como su antigüedad, su calidad, su autenticidad y otros factores. El comercio artístico surgió en Grecia y Roma, pero se consolidó en el Renacimiento: en el siglo XVI existían ya en Venecia y Florencia lonjas especializadas en la transacción del arte. En el siglo XVII el principal centro comercializador de arte fueron los Países Bajos, donde una creciente burguesía hacía del arte un reflejo de su estatus social. En el siglo XIX el mercado del arte cobró una gran difusión, en paralelo a la apertura de los museos públicos y a la realización de exposiciones internacionales donde se exhibían los mejores productos, tanto artísticos como industriales, de todos los países. Proliferó entonces la apertura de galerías privadas de arte y apareció la figura del marchante de arte, que, a menudo, jugaría un papel relevante en su relación con los artistas y llegaría a cobrar un protagonismo propio.
La mercantilización del arte comportó que, al ser valorada la obra de arte como un objeto que podía alcanzar un alto valor económico, fuese igualmente objetivo de ladrones y especuladores, individuales o en grupos organizados, que buscaban ganancias fáciles y rápidas robando arte y vendiéndolo en el mercado negro o al mejor postor. En numerosas ocasiones, el arte puede no estar bien vigilado y es fácil de trasladar y ocultar. Según estimaciones del FBI, cada año se roban obras de arte por un valor entre 4000 a 6000 millones de dólares. Es el cuarto tipo delictivo más relevante en el mundo, después del tráfico de drogas, el blanqueo de dinero y el tráfico de armas.
La mayor parte de robos de arte se realizan para su venta en circuitos ilegales, aunque la misma puede verse dificultada por la relevancia de las obras, al ser, por lo general, productos únicos y conocidos de forma internacional, al estar generalmente catalogados por museos y galerías de arte. La entidad Art Loss Registry (Registro de Obras de Arte Perdidas) mantiene un registro de obras de arte robadas que es consultado por la mayoría de entidades vinculadas al arte antes de adquirir nuevas obras, dificultando su venta en el mercado legal del arte. Pese a todo, el robo de arte suele encontrar compradores en la figura de coleccionistas particulares sin escrúpulos a los que no les importa que sean obras robadas, a los que se conoce con el término inglés gloaters («presumidos»).
Además del robo individual de obras de arte, en numerosas ocasiones el arte ha sido objeto de expolio organizado de manos de gobiernos y ejércitos invasores, siendo algunos de los mayores ejemplos las invasiones napoleónicas y el expolio organizado por el régimen nazi tanto a la población judía de su territorio como a los países conquistados antes y durante la Segunda Guerra Mundial.
Las obras de arte robadas son recuperadas en ocasiones, para lo que son decisivos organismos especializados en su recuperación y en la prevención y persecución de la delincuencia relacionada con el arte, como Interpol, el Equipo de Delitos de Arte del FBI, la Unidad de Arte y Antigüedades de la Policía Metropolitana de Londres, el Cuerpo especial contra fraudes del Departamento de Policía de Nueva York y la División para la Protección del Patrimonio Cultural de los Carabinieri italianos. Sin embargo, por desgracia, en ocasiones estas obras no son recuperadas, bien porque son vendidas a coleccionistas que las mantienen en secreto o bien porque no logran ser vendidas y quedan en manos de los ladrones, que con el tiempo pueden ser perdidas o destruidas.

## Historia

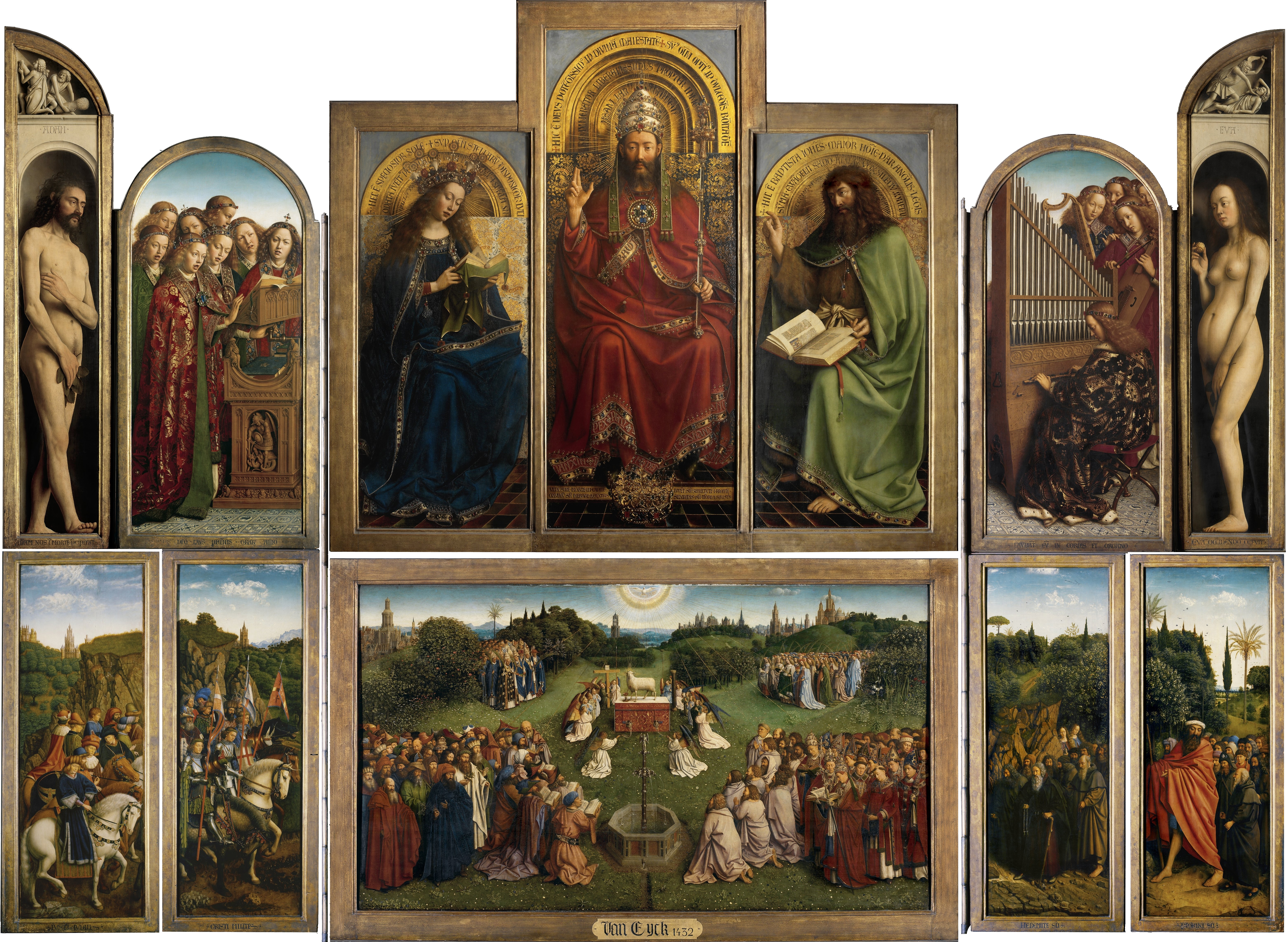
El Políptico de Gante, de los hermanos Hubert y Jan van Eyck (1432, Catedral de San Bavón, Gante), ha sido la obra más robada de la historia

A lo largo de la historia han sido robadas infinitud de obras de arte, desde pequeñas obras de escaso valor hasta obras trascendentales de grandes artistas, algunas recuperadas y otras perdidas irremisiblemente. La obra que ha sufrido más vicisitudes ha sido el Políptico de Gante, de los hermanos Hubert y Jan van Eyck (1432, Catedral de San Bavón, Gante), que ha sido robada seis veces, además de sufrir vandalismos y estar a punto de ser destruida un par de veces por fanáticos calvinistas. En 1794 fue expoliada por Napoleón Bonaparte, quien la envió al Museo de Louvre, hasta que fue devuelta en 1815 por Luis XVIII. Sin embargo, poco después, las tablas laterales fueron robadas por el vicario general de la catedral y vendidas a un anticuario, quien las revendió a la Gemäldegalerie de Berlín, de donde no regresaron hasta 1919 por estipulación del Tratado de Versalles. En 1934 fue robada la tabla de Los Jueces Justos, para cuya devolución se pidió un rescate que no se llegó a materializar; en su lecho de muerte, un corredor de bolsa llamado Arsène Goedertier confesó ser el autor del robo, pero no el paradero de la obra, que aún hoy está desaparecida, figurando una copia en su lugar en el políptico. Por último, durante la Segunda Guerra Mundial el conjunto fue expoliado por los nazis, quienes lo depositaron en las minas de sal de Altaussee (Austria), donde fue rescatada por los Monuments Men en 1945.

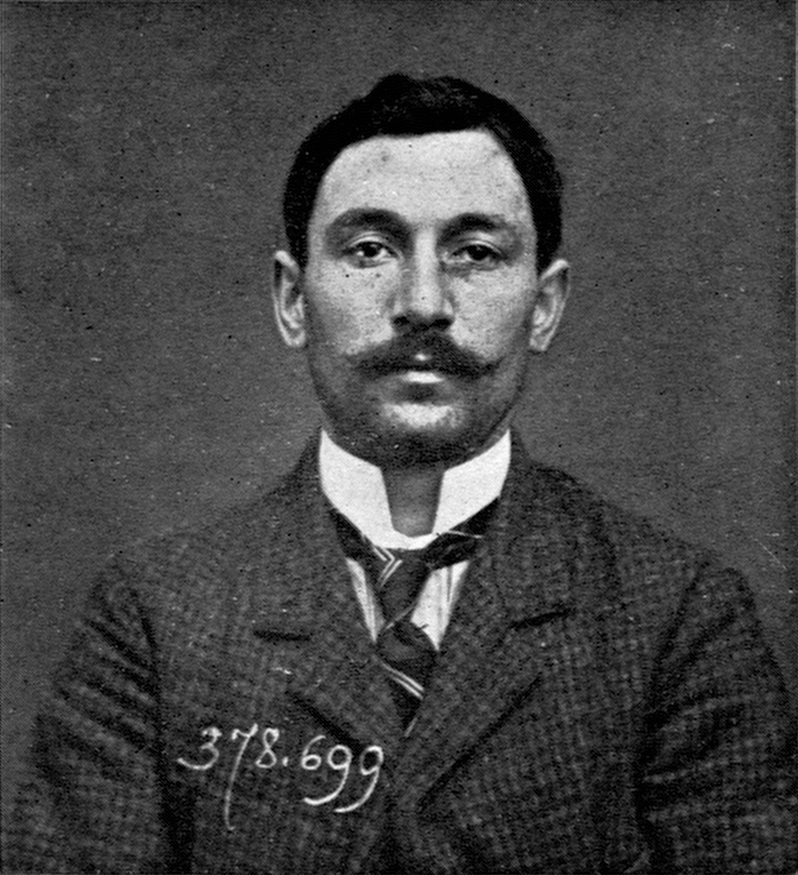
Vincenzo Peruggia

Uno de los robos de arte más famosos de la historia fue el de La Gioconda de Leonardo Da Vinci (1503-1519), robada del Museo del Louvre en 1911. El robo fue perpetrado por un empleado del museo, Vincenzo Peruggia, quien se escondió en un armario a la hora del cierre para después, sin vigilancia, sacar el lienzo de su marco, el cual envolvió en su bata de trabajo. Al ir a salir se encontró la puerta cerrada, pero un fontanero que le conocía le abrió. La noticia tuvo una rápida difusión y se crearon grandes colas para visitar el marco vacío en el museo. Las primeras investigaciones fueron infructuosas y la policía interrogó a diversos sospechosos, entre ellos el poeta Guillaume Apollinaire —anterior sospechoso del robo de dos estatuillas del museo que habían sido halladas en manos de su secretaria— y el pintor Pablo Picasso —presuntamente implicado por Apollinaire, quien lo mencionó en su interrogatorio—. Peruggia conservó el cuadro durante dos años, hasta que intentó venderlo a un marchante italiano, quien lo delató a la policía. Tras ser arrestado, manifestó que su intención era devolver el cuadro a Italia, su país de origen. Tras su vuelta al museo, la obra de Leonardo aumentó notablemente su popularidad, hasta convertirse en el icono del arte que es hoy día.
Otra obra que aún hoy día se encuentra en paradero desconocido es Natividad con San Francisco y San Lorenzo de Caravaggio (1609), robada en 1969 del Oratorio de San Lorenzo de Palermo por dos ladrones que irrumpieron por la noche y cortaron el lienzo con cuchillas de afeitar de su marco encima del altar. Las investigaciones apuntaban a la mafia siciliana —en concreto, que estaría en poder del capo Salvatore Riina—, pero no se pudo demostrar. Durante años se recibieron distintas informaciones por parte de confidentes, desde que se usaba como alfombra hasta que había sido vendido o, incluso, destruido. Esta obra está considerada la obra desaparecida más valiosa del mundo y figura en la lista de los diez principales delitos contra el arte del FBI.
En 1972 hubo un gran robo en el Museo de Bellas Artes de Montreal: tres ladrones entraron por un tragaluz del techo, ocultos con pasamontañas y, tras reducir a los vigilantes, robaron nueve cuadros y diversas piezas de joyería. Entre las obras robadas había cuadros de Jan Brueghel el Viejo, Rubens, Rembrandt, Thomas Gainsborough, Eugène Delacroix, Gustave Courbet, Camille Corot, Jean-François Millet, Narcisse-Virgile Díaz de la Peña y Jan Davidsz. de Heem. Los ladrones pidieron un rescate de 500 000 dólares y devolvieron como muestra de su posesión de las obras la menos valiosa, Paisaje con vehículos y ganado, de un discípulo de Brueghel, pero tras un tiempo no se llegó a efectuar el rescate. Las obras siguen desaparecidas.
En 1988 desapareció de la Nueva Galería Nacional de Berlín el Retrato de Francis Bacon de Lucian Freud (1952), sin ninguna pista de cómo pudo ser sustraído ni por quién. Pese a que el artista ofreció una recompensa de 165 000 dólares no ha sido recuperado.

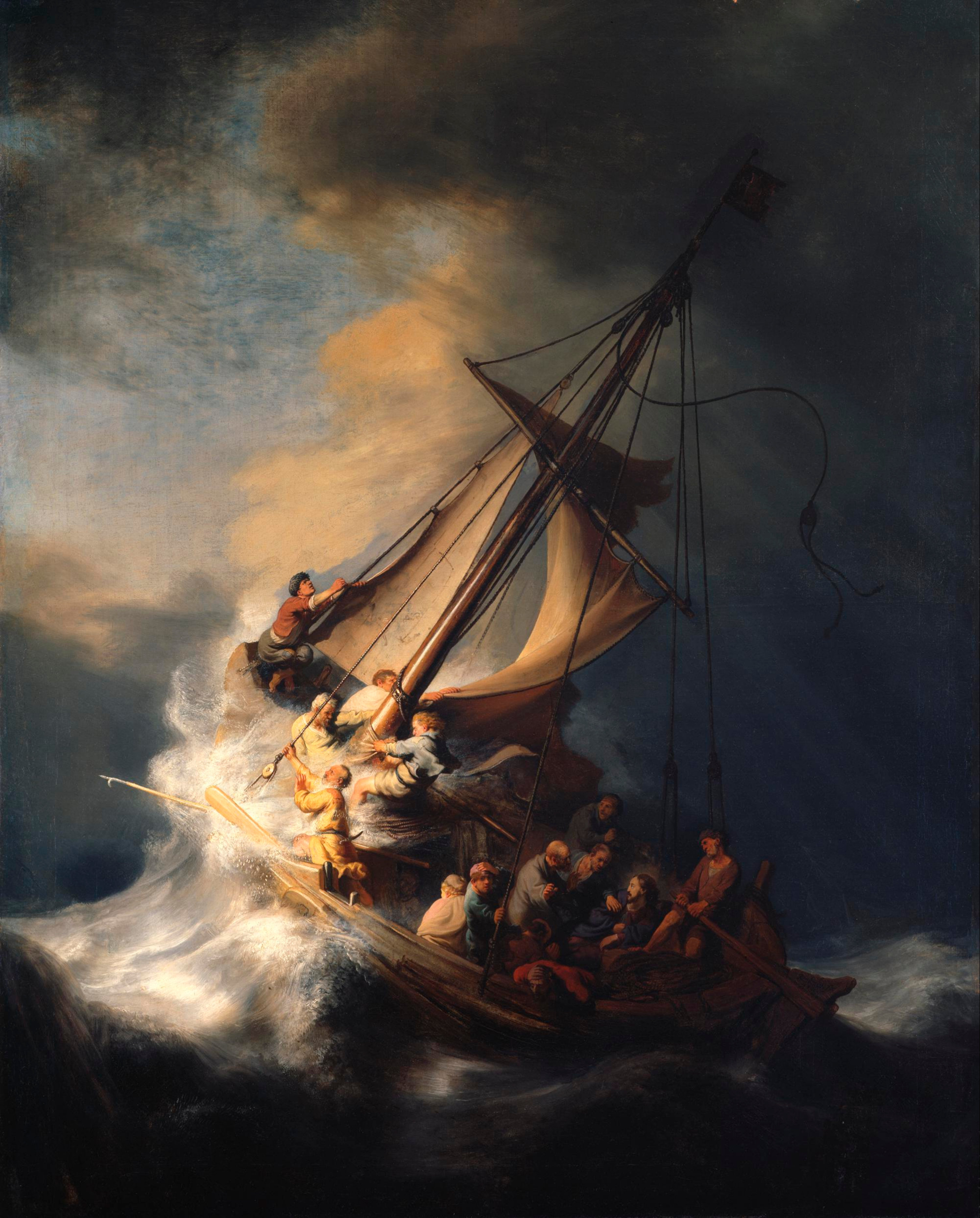
La tormenta en el mar de Galilea, de Rembrandt (1633), en paradero desconocido desde su robo del Museo Isabella Stewart Gardner de Boston en 1990

En 1990 se produjo el mayor robo de arte de la historia en el Museo Isabella Stewart Gardner de Boston: la noche del 18 de marzo, dos ladrones vestidos de policía se presentaron en la puerta del museo alegando investigar unos disturbios; los guardias de seguridad los dejaron entrar, tras lo que los falsos policías los intimidaron con pistolas y los amordazaron, procediendo a sustraer trece importantes obras de arte de autores como Rembrandt (tres obras, destacando La tormenta en el mar de Galilea, 1633), Johannes Vermeer (El concierto, 1663), Govert Flinck, Edgar Degas y Édouard Manet, así como un jarrón chino. Hubo diversos sospechosos del robo, pero, al no haber pruebas, las investigaciones quedaron en saco roto. Tras cuatro años se recibió una petición de rescate de 2,6 millones de dólares, pero no se realizó. Las obras no se recuperaron y en el museo continúan en su sitio los marcos vacíos, debido a la estipulación testamentaria de la patrocinadora del museo, que legó la institución a la ciudad de Boston con la condición de no modificar el contenido de la colección.

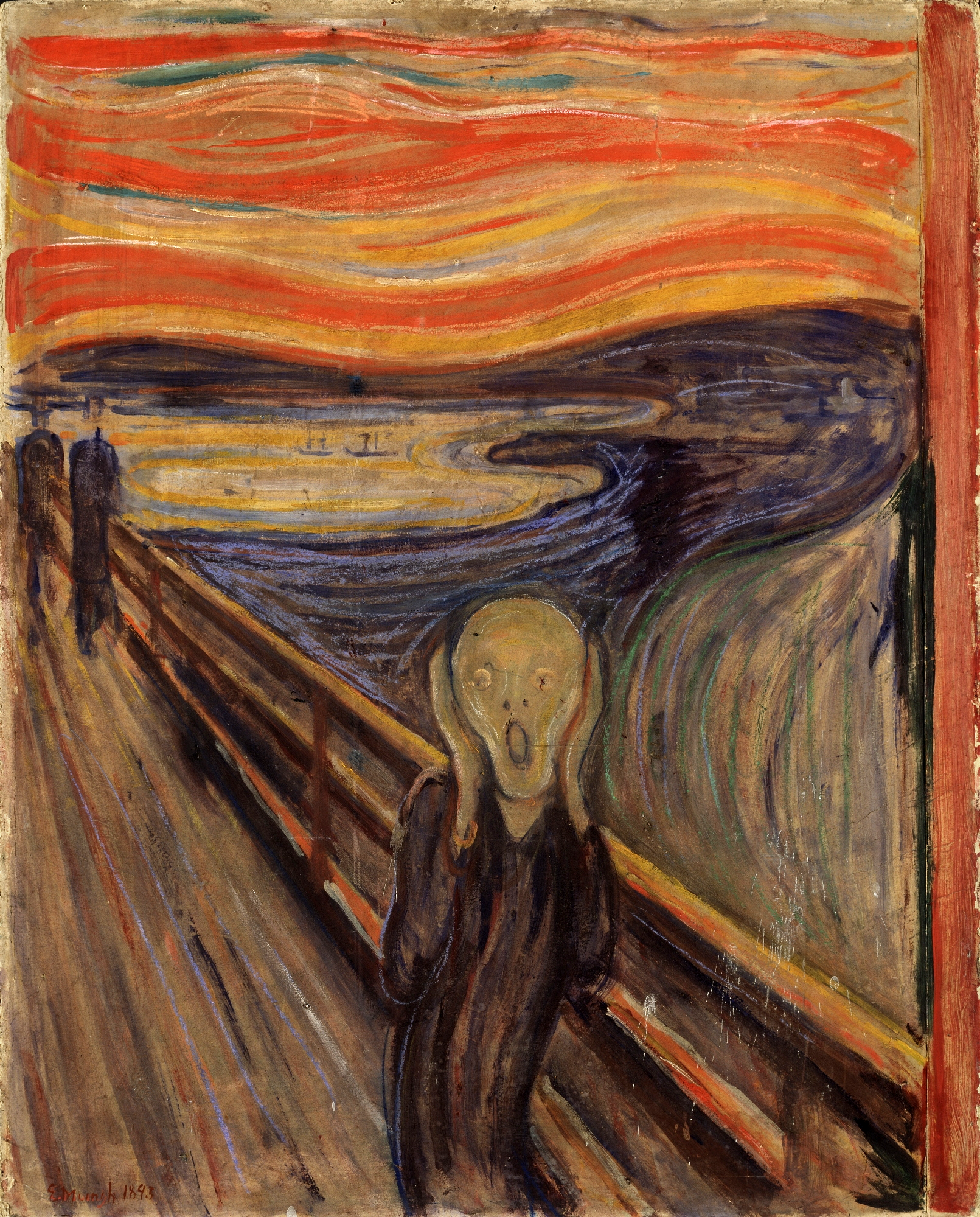
El grito, de Edvard Munch, robado en 1994 y 2004

Un icono del arte que ha sido robado dos veces es El grito de Edvard Munch. El artista pintó dos versiones de este tema, una en 1893 (conservada en la Galería Nacional de Noruega en Oslo) y otra en 1910 (Museo Munch, Oslo). El primer robo fue en 1994, donde dos ladrones robaron la primera versión de la Galería Nacional, dejando una nota que decía «gracias por la mala seguridad». Poco después pidieron un rescate de un millón de dólares, pero fueron detenidos en una operación de la policía británica. El cuadro fue recuperado, pero los ladrones quedaron en libertad porque los agentes británicos no tenían permiso para operar en Noruega. El segundo robo, en este caso de la versión de 1910, fue robado del Museo Munch en 2004 por varios hombres armados y enmascarados, a plena luz del día. Junto con el famoso cuadro se llevaron otra obra de Munch, Madonna (1895). Al cabo de un tiempo fueron arrestados y condenados seis sospechosos del robo, pero inicialmente no se hallaron las obras, hasta que unos meses después fueron halladas por la policía.
Otro cuadro perdido es Vista de Auvers-sur-Oise, de Paul Cézanne (1880), robado en 1999 del Museo Ashmolean de Oxford. El 31 de diciembre, aprovechando el ruido de fuegos artificiales de Nochevieja, unos ladrones entraron en el museo por el techo subiéndose a los andamios de unas obras y, tras romper una claraboya, lanzaron una bomba de humo, lo que indujo a los guardias de seguridad a pensar que se trataba de un incendio. Robaron este único cuadro, lo que lleva a pensar que quizá sería un robo por encargo de algún coleccionista encaprichado con esta obra, que no se ha recuperado.
En el año 2000 se produjo un espectacular robo en el Museo Nacional de Suecia en Estocolmo: tres ladrones armados (dos con pistola y uno con ametralladora) asaltaron el museo y redujeron a los guardias de seguridad, al tiempo que ponían clavos en la calle y hacían detonar dos coches bomba en el otro lado de la ciudad para atraer a la policía. Tras robar tres valiosos cuadros huyeron en una lancha motora, ya que el museo está junto al mar. Robaron un cuadro de Rembrandt (Autorretrato) y dos de Pierre-Auguste Renoir (Conversación y Joven parisina, ambos de 1875), valorados en 32 millones de dólares. Tiempo después enviaron una nota de rescate por tres millones de dólares, pero el museo se negó a pagar y, poco después, los ladrones fueron detenidos. Por fortuna, los cuadros fueron recuperados: los de Renoir, en una redada antidrogas; el Rembrandt, en un hotel de Copenhague cuando intentaban venderlo, en 2005.
En 2002 fueron robados doce cuadros del Museo Nacional de Bellas Artes de Asunción (Paraguay), entre ellos obras de Tintoretto, Bartolomé Esteban Murillo y Gustave Courbet. Los ladrones planificaron el robo durante meses, alquilando una tienda cercana al museo y excavando un túnel de 30 m hasta el mismo, en el que irrumpieron una noche sin ser detectados. Del conjunto solo se recuperó unos años después un San Gerónimo de artista anónimo en el momento de intentar ser vendido en Posadas (Argentina).

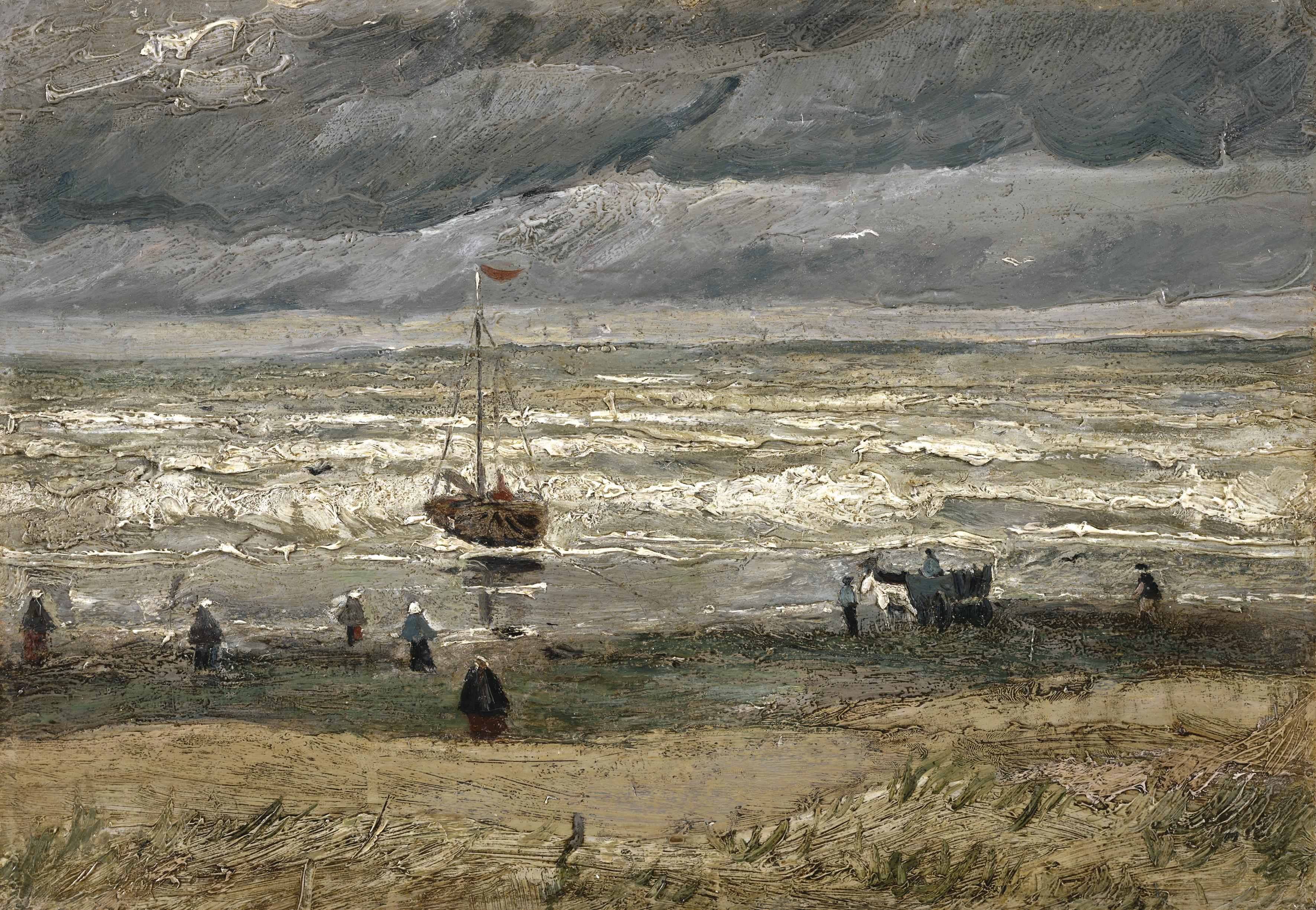
Vista del mar en Scheveningen (1882), de Vincent van Gogh

Ese año fueron robados dos cuadros de Vincent van Gogh del Museo Van Gogh de Ámsterdam: Vista del mar en Scheveningen (1882) y Congregación saliendo de la iglesia reformada en Nuenen (1885). Al año siguiente fue arrestado como autor del robo Octave Durham, identificado por pruebas de ADN, quien manifestó haber vendido los cuadros a un narcotraficante italiano; no fue hasta 2016 que fueron recuperados, tras la confesión del comprador, en una granja de Nápoles.
También fueron recuperados tres cuadros robados de la Galería de Arte Whitworth de la Universidad de Mánchester en 2003: Fortificaciones de París con casas, de Vincent van Gogh (1887); Paisaje tahitiano, de Paul Gauguin (1891); y Los Miserables (Pobreza), de Pablo Picasso (1903), valorados en ocho millones de dólares. Al cabo de unos días, una llamada anónima alertó a la policía de que estaban en un baño público, donde los encontraron enrollados en un tubo de cartón con una nota que decía: «no teníamos la intención de robar estos cuadros, solo resaltar la lamentable seguridad».
Un robo aparatoso e inverosímil fue el de la escultura Figura reclinada, de Henry Moore (1970), una obra de dos toneladas de peso que fue robada de un jardín de la Fundación Henry Moore (Hertfordshire) en 2005 utilizando un todoterreno con grúa y un camión. Sin pistas de los sospechosos, los investigadores conjeturaron que el robo fue quizá debido a la ganancia que se obtendría del material, ya que estaba realizada en bronce.

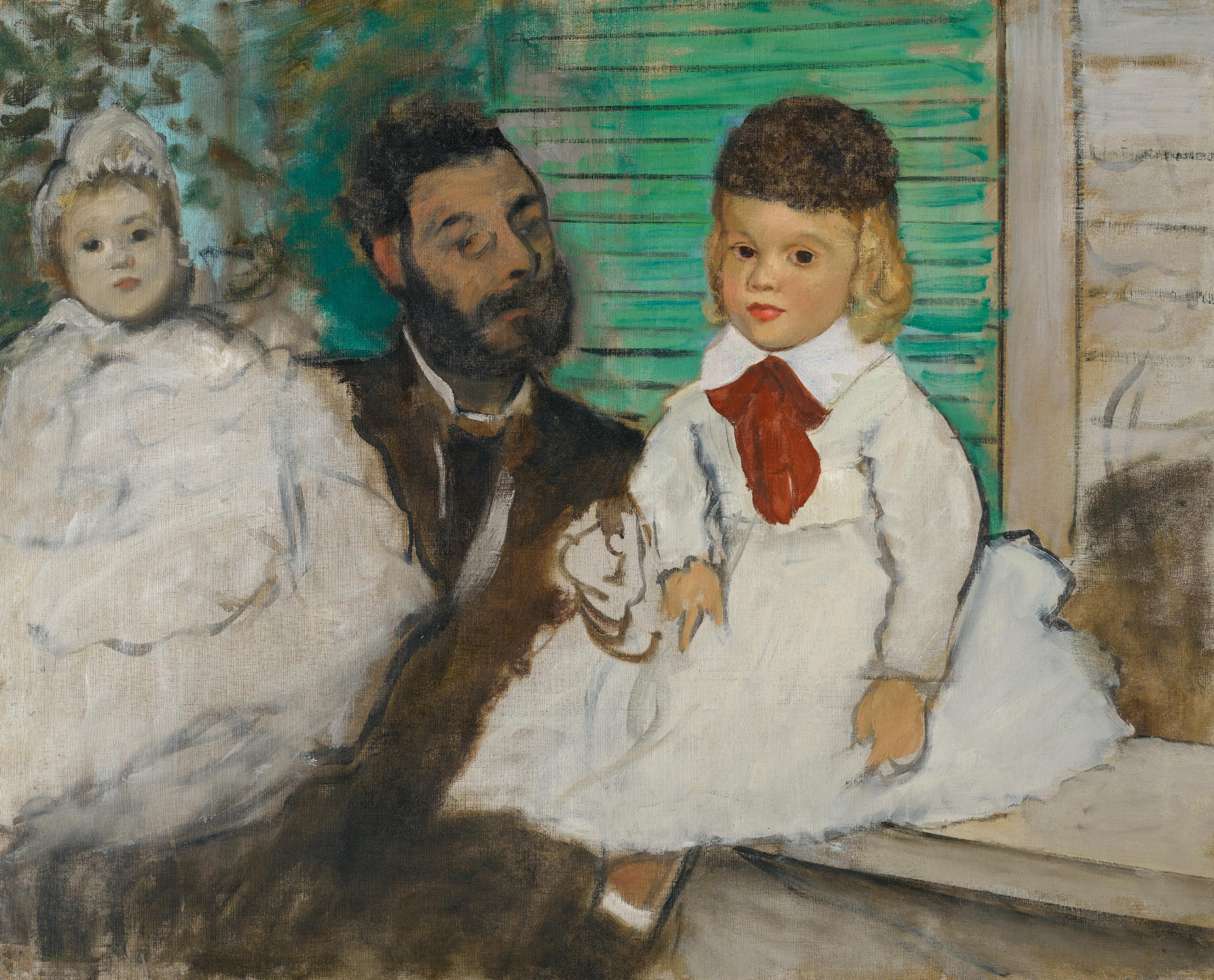
El conde Lepic y sus hijas, de Edgar Degas (1871)

En 2008, tres ladrones enmascarados y armados robaron varios cuadros de la Fundación de la colección E. G. Bührle en Zúrich, tras intimidar a los vigilantes y a los visitantes del museo. Los cuadros eran: El conde Lepic y sus hijas, de Edgar Degas (1871); Campo de amapolas cerca de Vétheuil, de Claude Monet (1879); El niño del chaleco rojo, de Paul Cézanne (1888-1890); y Ramas de castaño en flor, de Vincent van Gogh (1890). Los cuadros de Monet y Van Gogh fueron encontrados a los pocos días en un coche aparcado cerca del museo y los de Cézanne y Degas fueron recuperados dos años más tarde en Belgrado, tras el arresto de una banda serbia.
Un cuantioso botín fue el que se procuraron los ladrones que se llevaron cinco importantes obras del Museo de Arte Moderno de París en 2010, con un valor conjunto de 104 millones de euros: La pastoral de Henri Matisse (1906), Olivo cerca de L'Estaque de Georges Braque (1906), Le pigeon aux petits pois de Pablo Picasso (1911), Mujer con abanico de Amedeo Modigliani (1919) y Naturaleza muerta con un candelabro de Fernand Léger (1922). El robo fue obra de un único ladrón enmascarado, que logró retirar las obras sin hacer soltar las alarmas; el robo no se descubrió hasta la mañana siguiente. Siete años más tarde fue arrestado por el robo Vjeran Tomic (apodado «Spiderman»), quien confesó su autoría. En el juicio confesó que le habían encargado robar el Léger, pero al ver que las alarmas no funcionaban bien se llevó más cuadros. Otro condenado fue el autor del encargo, el anticuario Jean-Michel Corvez, así como un colaborador que escondió las obras, que, sin embargo, no fueron recuperadas.

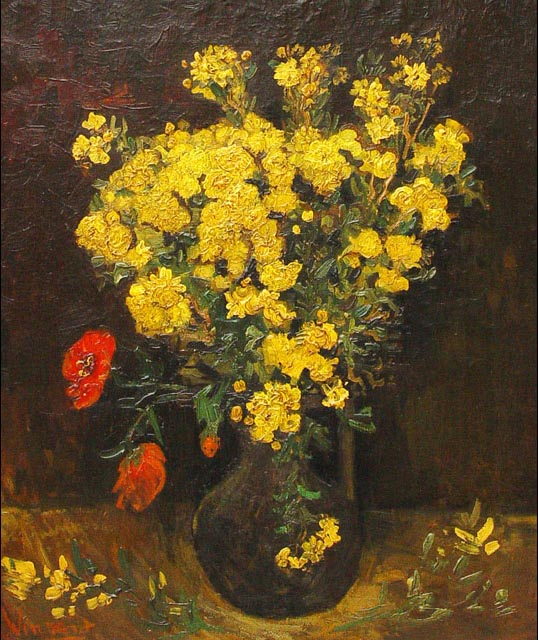
Flores de amapola (o Florero y flores), de Vincent van Gogh (1887)

Ese mismo año fue robado un cuadro de Vincent van Gogh, Flores de amapola (o Florero y flores, 1887), valorado en cincuenta millones de dólares, del Museo Mohammed Mahmoud Khalil de El Cairo. Da la casualidad que el mismo cuadro había sido robado anteriormente en 1977 y recuperado diez años después en Kuwait. No se averiguó ningún detalle del robo y solo fueron condenados a prisión doce funcionarios por negligencia. La obra no se ha recuperado.
Un caso similar al de la escultura de Henry Moore se produjo en 2011, cuando unos ladrones cortaron de su pedestal la escultura Dos formas (Círculo dividido), de Barbara Hepworth (1970), una obra de bronce que probablemente acabó como chatarra.
En 2012 unos ladrones inexpertos robaron varias obras de artistas famosos del Museo de Arte Kunsthal de Róterdam, concretamente Claude Monet, Paul Gauguin, Meyer de Haan, Henri Matisse, Pablo Picasso y Lucian Freud. Un año después, al intentar vender las obras a un historiador del arte, este los delató a la policía, que los detuvo. Era una banda rumana de ladrones de casas, que aprovecharon el hecho de que el museo no tenía guardias de seguridad por la noche. Desgraciadamente, la madre de uno de los ladrones quemó las obras en una estufa para que no hubiera pruebas que incriminasen a su hijo.
Uno de los últimos robos de relevancia se produjo en 2020, cuando unos ladrones se llevaron el cuadro El jardín de la casa parroquial de Nuenen de Van Gogh (1884) del Museo Singer Laren —donde estaba cedido por el Museo de Groninga, propietario del cuadro—, cerrado temporalmente por la epidemia de COVID-19. Valorado en seis millones de euros, el cuadro estuvo desaparecido durante tres años, hasta que fue hallado por un detective holandés, Arthur Brand —apodado «el Indiana Jones del arte»—, tras recibir una llamada del poseedor de la obra, que quería devolverla garantizando su anonimato.